# Acronicta sancta
Acronicta sancta är en fjärilsart som beskrevs av H. Edwards 1888. Acronicta sancta ingår i släktet Acronicta och familjen nattflyn. Inga underarter finns listade i Catalogue of Life.